# Kim Yeon-su (Fußballspieler)
Kim Yeon-su (koreanisch 김연수; * 29. Dezember 1993) ist ein südkoreanischer Fußballspieler. Aktuell steht er bei Incheon United unter Vertrag.

## Karriere

### Jugendzeit
Seine Ausbildung fing er an der Gangneung Jungang High School an, die er von 2008 bis 2010 besuchte. Danach ging er auf die Halla Universität und schloss sie 2014 ab. 

### Fußball-Karriere in Südkorea
Nach seiner Ausbildungszeit ging er zu den Drittligisten Gangneung City FC. Dort absolvierte er in der Zeit von 2015 bis 2016 23 Ligaeinsätze. Danach wechselte er zum Zweitligisten Seoul E-Land FC. Für Seoul E-Land FC lief er insgesamt nur neun Mal auf. Anfang 2018 wechselte er zum Ligakonkurrenten Ansan Greeners FC.